# Emirates Stadium
El Emirates Stadium (conocido como Ashburton Grove antes del patrocinio de Emirates y como Arsenal Stadium para competiciones de la UEFA) es un estadio de fútbol ubicado en el barrio de Holloway en la ciudad de Londres, Inglaterra. Cuenta con una capacidad para 60 704 espectadores, siendo el cuarto estadio de fútbol más grande de Inglaterra después del Wembley, Old Trafford y Tottenham Hotspur Stadium. Es propiedad del Arsenal Football Club de la Premier League.

## Historia

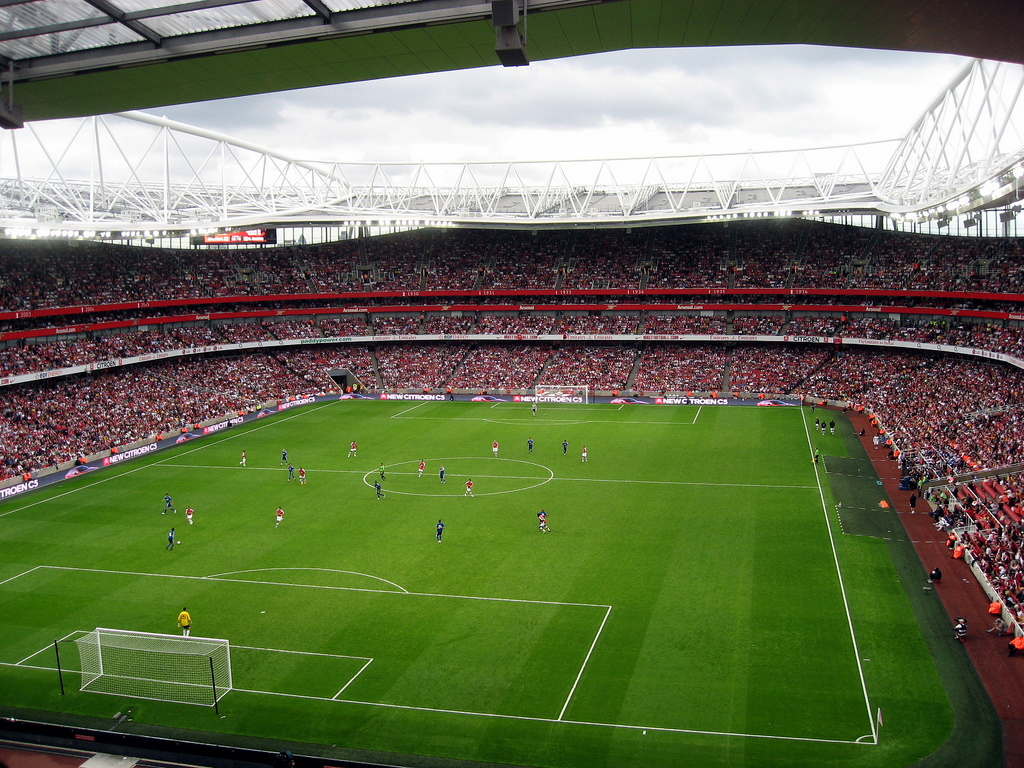
En la imagen, partido amistoso en 2008 entre el Arsenal y el Real Madrid, en el Emirates Stadium.

Fue inaugurado en el verano de 2006 en un partido amistoso entre el Arsenal Football Club y el Ajax Ámsterdam como homenaje al jugador neerlandés Dennis Bergkamp. Se creó como nuevo estadio del Arsenal para reemplazar al antiguo Estadio de Highbury, en el que actualmente se ha construido un complejo residencial, respetando la fachada exterior y las zonas verdes del campo.
Tiene capacidad para 60.361 personas, el terreno de juego cuenta con una superficie de 105x68 metros y su construcción costó unos 390 millones de libras esterlinas (581 millones de euros). El estadio fue diseñado por la compañía HOK Sport, que también diseñó el Estádio da Luz de Lisboa y el Estadio Nuevo Wembley. Su nombre se debe a un contrato desde 2006 por 15 años con Emirates Airlines.

## Elementos radioactivos
En diciembre de 2006 se encontró en el estadio restos de polonio 210, material altamente radiactivo con el que se envenenó al exagente soviético Aleksandr Litvinenko. Los sospechosos del asesinato presenciaron el 1 de noviembre el partido Arsenal - CSKA Moscú. Sin embargo las cantidades eran mínimas, y rápidamente se informó que no se trataba de un riesgo para la salud pública.

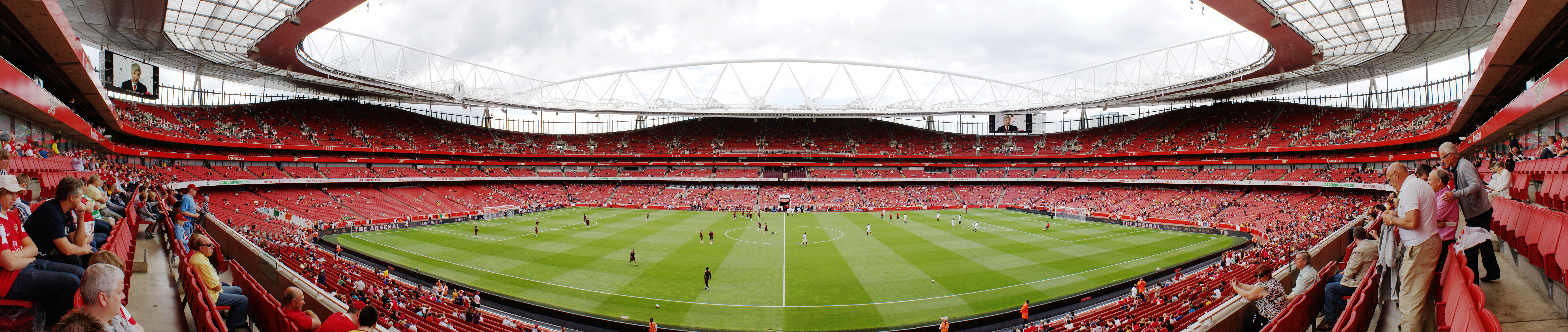
Panorámica del estadio.